# Catherine Demaiffe
Catherine Demaiffe est une actrice et écrivaine belge née le 19 mars 1977 à Bruxelles, surtout connue pour son rôle d'assistante de Benjamin Lebel (Pierre Arditi) dans la série télévisée policière Le Sang de la vigne, ou son rôle récurrent de secrétaire et assistante du cabinet d'avocats dans la série judiciaire Le Code.

## Biographie

### Formation
Catherine Demaiffe naît le 19 mars 1977 à Bruxelles,.
Après avoir suivi des cours de déclamation, de diction, de solfège, de violoncelle, de chant et d'art dramatique en académie, Catherine Demaiffe obtient en 2001 un diplôme de l'Institut des arts de diffusion, école supérieure d'art dramatique située à Louvain-la-Neuve en Belgique,,,.
Par ailleurs, elle fait partie durant plusieurs saisons de la Ligue d'impro professionnelle.

### Carrière

#### Cinéma et télévision
Catherine Demaiffe est active tant au cinéma, qu'en télévision ou au théâtre,,,,.
Ayant clairement l'impression d'avoir très peu d'occasions de tourner en Belgique, elle décide d'aller se faire connaître à Paris.
En France, elle est lauréate en 2006 du concours de comédiens Talents Cannes qui lui offre de tourner avec un réalisateur chevronné.
Elle mène sa carrière d'actrice tant au cinéma, où elle a joué, entre autres, dans Eva de Benoît Jacquot, Mr. Nobody de Jaco Van Dormael, Faut pas lui dire de Solange Cicurel, La French de Cédric Jimenez et Alors on danse de Michèle Laroque, que sur le petit écran, où elle est principalement connue pour avoir joué dans la série Le Sang de la vigne, aux côtés de Pierre Arditi mais également pour ses rôles dans Camping Paradis, RIS police scientifique, Cherif, Meurtres à Dunkerque, Section de Recherches, ou encore Double enquête,.
Malgré le choix d'une carrière française, Catherine Demaiffe ne vit pas à Paris mais continue d'habiter à Bruxelles, qu'elle considère comme sa ville.

#### Littérature
En 2023, Catherine Demaiffe se lance dans la littérature, avec le roman Jusqu'au lever du jour,,.

## Filmographie

### Télévision
- 2004 : Président Ferrare d'Alain Nahum : Jocelyne Rey (épisode L'Affaire Pierre Valéra)
- 2004 : Trop jeune pour moi ? de Patrick Volson : Sandrine
- 2004 : Si j'étais elle de Stéphane Clavier : La secrétaire
- 2005 : Nom de code : DP de Patrick Dewolf : Martine
- 2005 : Petit Homme de Benoît d'Aubert : Interne hôpital
- 2006 : Septième Ciel Belgique de Luc Boland (épisode Rhythm & Blues)
- 2007 : Coupable de Philippe Monnier : Antonia Soleres
- 2009 : Otages de Didier Albert : Pauline
- 2010 : Double Enquête de Pierre Boutron : Béatrice Costes
- 2010 : Camping Paradis de Pascal Heylbroeck : Amélie (épisode Le plus beau jour de leur vie)
- 2011 : Un flic de Patrick Dewolf : Nadine Vidal (épisode Pink panthers)
- 2012 : RIS police scientifique de Thierry Bouteiller : Sarah Selcer (épisode Diamant bleu)
- 2013 : Cherif de Julien Zidi : Perrine Chartier (épisode Crime à la carte)
- 2015 : Camping Paradis de Marwen Abdallah : Sabrina (épisode Notre belle famille)
- 2016 : Meurtres à Dunkerque de Marwan Abdallah : Gaëlle
- 2017 : Section de recherches de Jean-Marc Thérin : Céline Mac Gill (épisode Dans son monde)
- 2017 : Alice Nevers : Le juge est une femme de Stéphane Kopecky : Inès Bétillon (épisode Divine compagnie)
- 2017 : Péril blanc d'Alain Berliner : Solène
- 2017 : Le Viol d'Alain Tasma
- 2017 : Alex Hugo d'Olivier Langlois : Lisa Montigny (épisode Marche ou crève)
- 2018 : Meurtres en Lorraine de René Manzor : Florence
- 2018 : Jacqueline Sauvage : C'était lui ou moi d'Yves Rénier : la présidente de la cour d'assises
- 2019 : Crime dans l'Hérault d'Éric Duret : Doriane Fraisse
- 2021 : HPI de Vincent Jamain et Laurent Tuel : Gladys Puger (saison 1, épisode 2)
- 2023 : Tandem : Aurélia Montfort (saison 7, épisodes 9 et 10 : Verdict)
- 2023 : Sam : Nathalie (saison 7)
- 2023 : Flair de famille : Christelle Vermeer
- 2025 : Mort sur terre battue de Denis Malleval : Sonia Ridelnick

#### Rôles récurrents dans une série télévisée
- 2009 : Ligne de feu de Stéphane Kaminka : Alexandra Vincent
- 2011-2017 : Le Sang de la vigne de Marc Rivière : Mathilde Delaunay
- 2012 : Jeu de dames de Jean-Luc Azoulay : Julie Coperman
- 2014 : Interventions de Jean-Yves Pitoun : Élise Monfort
- 2018 - en cours : Adèle de Michele Gaeta et Sammy Fransquet : Adèle Zimmer
- 2021-2023 : Le Code : Élodie Nedelec

### Cinéma
- 2005 : Réminiscences de Fanny Dal Magro : Véra (court-métrage)
- 2006 : Terre d'asile d'Alain Beigel : la jeune femme (court-métrage)
- 2008 : Formidable de Dominique Standaert
- 2009 : Mr. Nobody de Jaco Van Dormael : infirmière
- 2012 : Une place sur la Terre de Fabienne Godet : Maria
- 2013 : La French de Cédric Jimenez : Marie
- 2015 : Faut pas lui dire de Solange Cicurel
- 2018 : Eva de Benoît Jacquot
- 2021 : Alors on danse de Michèle Laroque